# Instituto de Emisión de Ultramar
El Instituto de Emisión de Ultramar (en francés: Institut d'émission d'outre-mer, acrónimo IEOM) es una institución pública francesa a cargo de la emisión monetaria en las colectividades extranjeras del Pacífico (Nueva Caledonia , Wallis y Futuna y la Polinesia Francesa) cuya moneda es el franco del pacífico. Su sede está en París y tiene tres agencias ubicadas en Nouméa, Papeete y Mata-Utu.

## Historia
Desde 1888 , el Banco de Indochina tenía el privilegio de emitir dinero en los territorios franceses del Pacífico. Así, el banco abrió sucursales en Nouméa (1888) y Papeete (1905). El franco del pacífico se crea el 25 de diciembre de 1945.
Luego de un acuerdo firmado entre el Estado y el Banco de Indochina el 10 de julio de 1947, este último renuncia a su derecho de emitir con anticipación. Sin embargo, las condiciones detalladas establecidas por la ley del 25 de septiembre de 1948, indican que el Banco de Indochina continuaría emitiendo pagarés hasta cierta fecha.
El Instituto de Emisión de Ultramar se estableció el 22 de diciembre de 1966. El 1 de abril de 1967, el privilegio de emisión pasa del Banco de Indochina a la IEOM.

## Gobernanza
La política del IEOM está controlada por un Consejo de Supervisión , presidido por el gobernador del Banco de Francia y compuesto por ocho miembros. Este consejo verifica la conformidad de las acciones del IEOM con las misiones y los objetivos definidos. El Banco de Francia, el Ministerio de Economía, Industria y Empleo y el Ministerio de Ultramar son los órganos de supervisión del Consejo de Supervisión.